# NGC 6309
NGC 6309 (другое обозначение — PK 9+14.1) — планетарная туманность в созвездии Змееносец.
Этот объект входит в число перечисленных в оригинальной редакции «Нового общего каталога».